# 醒龍屬
醒龍屬（屬名：Abrictosaurus）意為「不眠的蜥蜴」，是畸齒龍科恐龍的一屬，生存於早侏儸紀的南部非洲。醒龍是種小型、二足、草食性或雜食性的恐龍，身長接近1.2公尺，重量少於45公斤。
醒龍的化石只有兩個個體，發現於南非開普省與賴索托加查斯內克區的上艾略特組。上艾略特組的年代被認為是早侏儸紀的赫唐階到錫內穆階，接近2億到1億9000萬年前。上艾略特組被認為過去是沙丘與季節性的氾濫平原，氣候為半乾旱型，偶爾有豪雨。該地層還發現了以下恐龍：獸腳亞目的合踝龍、蜥腳形亞目的大椎龍、以及其他的畸齒龍科如畸齒龍、狼鼻龍。當地也發現了大量的陸地動物化石，例如鱷形類、犬齒獸類、以及早期哺乳類。

## 敘述

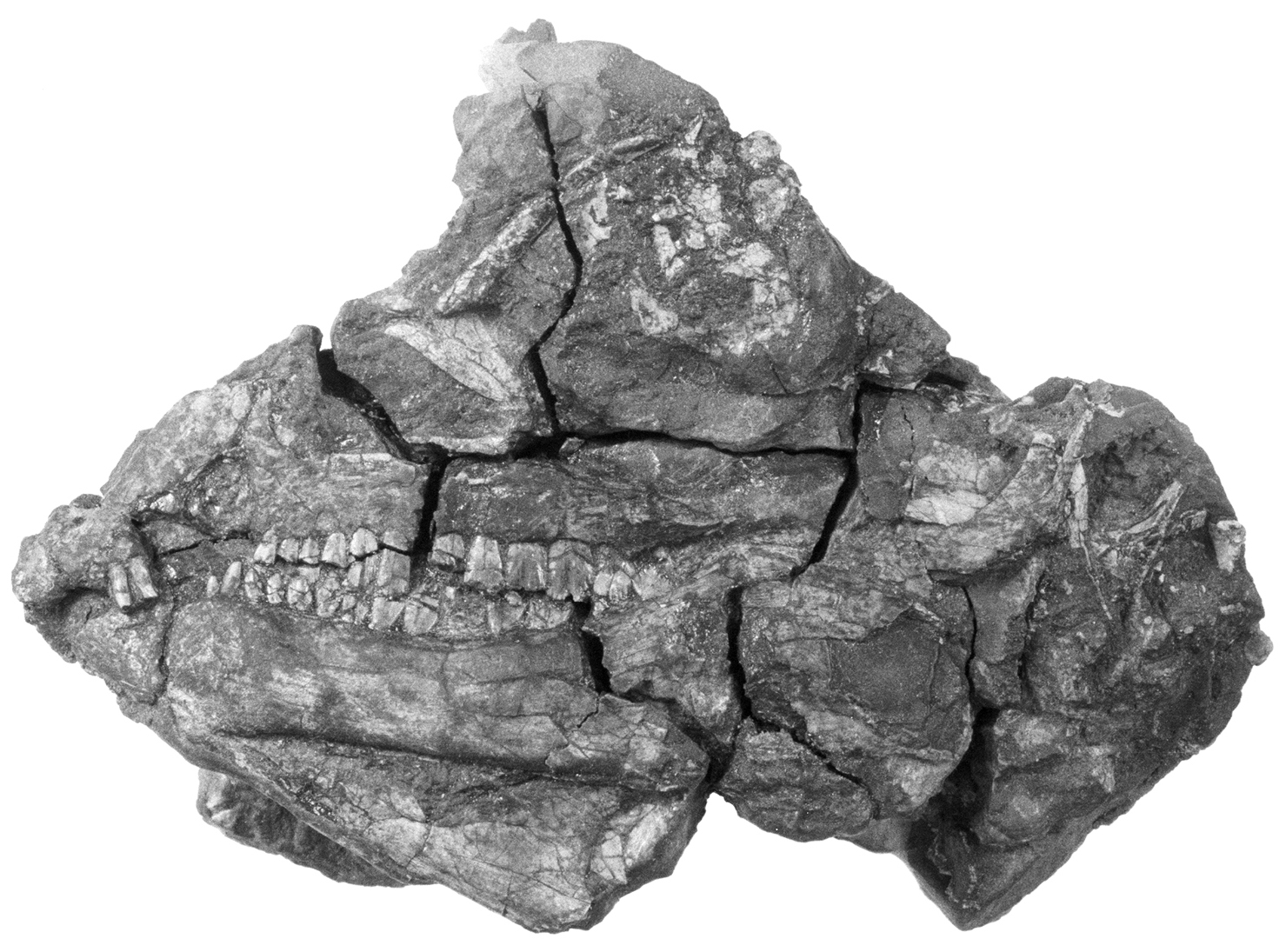
醒龍的化石（編號NHMUK RU B54標本）

醒龍屬於畸齒龍科，畸齒龍科是群小型、早期鳥臀目恐龍，以牠們的異型齒齒列為名。畸齒龍科最著名的特徵是上下頜各有一對大型、類似犬齒的長牙，通常稱為犬齒型牙齒。牠們的頜部前段沒有牙齒，具有堅硬的嘴鞘，可以切斷植被。前上頜骨各有三顆牙齒，前兩顆是圓錐狀牙齒，而第三顆即為大型的長牙，下頜的長牙是齒骨的第一顆牙齒。上頜牙齒間有個大牙縫，分開前上頜骨牙齒與上頜骨的頰齒，並可容納下頜長牙。下頜也有類似的牙齒縫隙。
醒龍通常被認為是畸齒龍科的基礎物種。畸齒龍與狼鼻龍都具有高齒冠的頰齒，並互相重疊，形成咀嚼用齒列，類似白堊紀鴨嘴龍科的齒列。醒龍的頰齒間隔較寬，齒冠較矮，較類似早期的鳥臀目恐龍。醒龍過去曾被認為缺乏長牙，屬於較原始的特徵。然而，兩個醒龍的標本曾發現了這些犬齒型牙齒。上頜的犬齒型牙齒的長度為10.5公分，而下頜的犬齒型牙齒的長度為17公分。這些犬齒型牙齒僅有前側具有鋸齒狀邊緣，而狼鼻龍與畸齒龍的犬齒型牙齒則是前後都有鋸齒狀邊緣。與畸齒龍相比，醒龍的前肢較小、較不強壯。醒龍的第四、第五指的掌骨數量較少。

## 歷史與命名

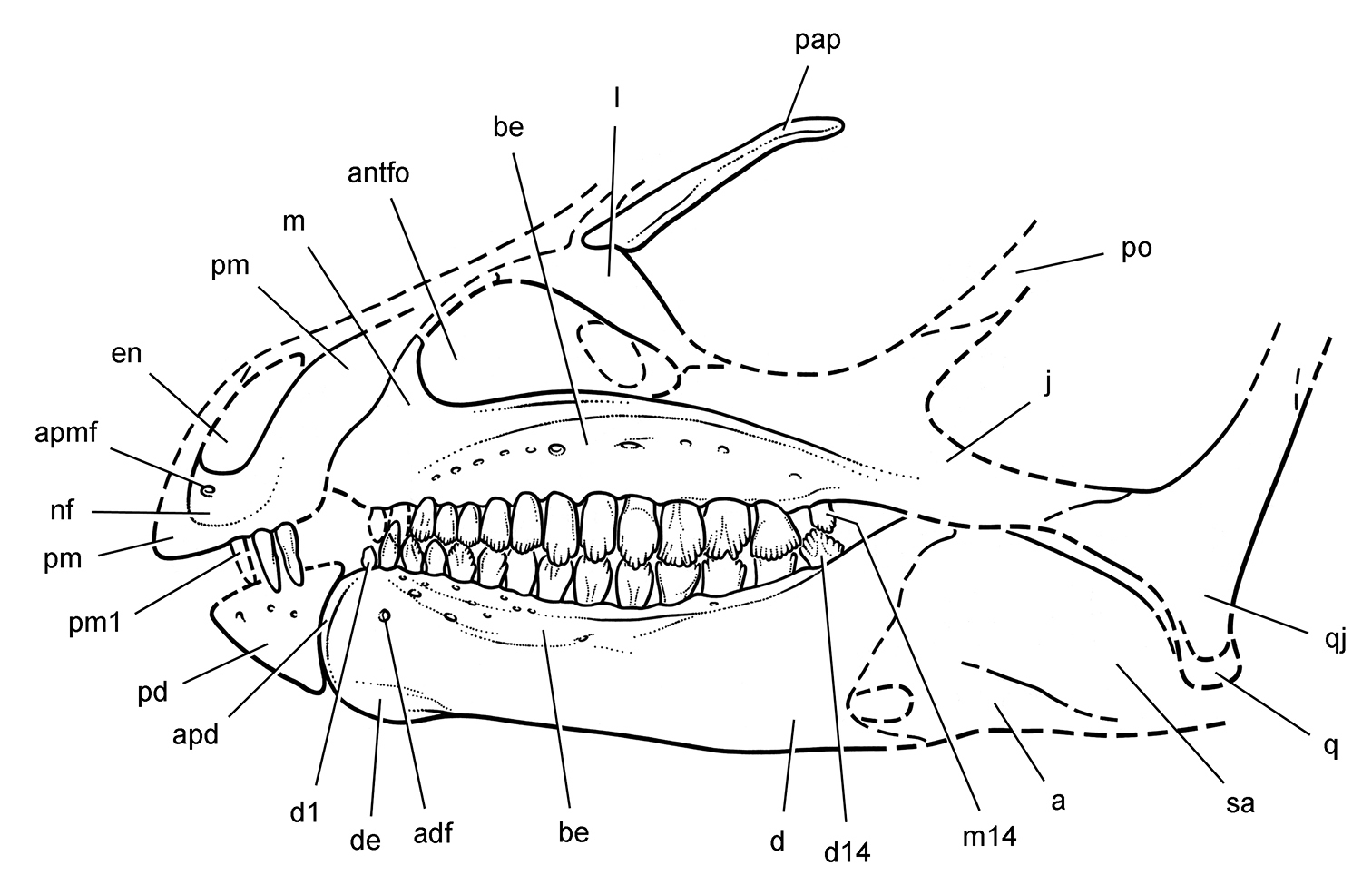
醒龍屬的頭骨圖

醒龍的兩個標本目前都存放在倫敦大學學院。醒龍的正模標本（編號UCL B54）發現於賴索托，包含一個部分頭顱骨與骨骸。古生物學家Richard Thulborn在1914年首次敘述這個標本，他認為該化石是狼鼻龍的一個新種，並密名為伴侶醒龍（L. consors），consors在拉丁語中意為「同伴」或「配偶」。編號UCL B54標本缺乏狼鼻龍所擁有的犬齒型牙齒，但Thulborn認為這代表該個體是個雌性。在Thulborn的首次醒龍研究中，並沒有完全敘述牠們頭顱骨與骨骸。一顆發現於瑞士的牙齒，年代屬於三疊紀最晚期，被歸類於醒龍。但這顆牙齒沒有醒龍、畸齒龍科、或鳥臀目的特徵，因此沒有被廣泛的接受。
在1975年，詹姆斯·霍普森（James Hopson）重新敘述了一個發現於南非的破碎畸齒龍科頭顱骨（編號UCL A100），該頭顱骨原本被歸類於狼鼻龍。霍普森指出該標本並不屬於狼鼻龍，而更為類似編號UCL B54標本，霍普森建立了新屬，醒龍（Abrictosaurus），以包含這兩個標本。在古希臘文中，αβρικτος/abriktos意為「不眠的」，而σαυρος/sauros意為「蜥蜴」，因為霍普森並不同意Thulborn所提出的畸齒龍科會在熱季或旱季夏眠的假設。儘管霍普森將這兩個標本建立了新屬，Thulborn仍認為狹齒狼鼻龍、塔克畸齒龍、以及伴侶狼鼻龍分別為狼鼻龍的三個種。大部分古生物學家主張這三個種是個別的屬，但牠們之間並沒有精確的古生物學定義。

## 兩性異形
長久以來，畸齒龍科的兩性異形假設主要聚集於醒龍身上。許多現代哺乳類的長牙都為兩性異形的特徵，包括麝、海象、亞洲象、豬、這些物種的雄性具有明顯的長牙。編號UCL B54標本缺乏長牙，因此許多人認為該個體是雌性、甚至是其他種的雌性個體。編號UCL A100標本的犬齒型牙齒可能是雄性的特徵，並顯示牠們足以建立個別的種。然而，編號UCL B54標本的短臉部、未癒合的薦椎，顯示牠有可能是個幼年個體。如果屬實，編號UCL B54標本缺乏長牙，可能是個次要性徵（secondary sexual character），而非兩性異形特徵。